# Tupiperla oliveirai
Tupiperla oliveirai är en bäcksländeart som beskrevs av Froehlich 1998. Tupiperla oliveirai ingår i släktet Tupiperla och familjen Gripopterygidae. Inga underarter finns listade i Catalogue of Life.